# Mobilizacija
Mobilizacija (mobilizovanje) je planski i organizovan prelazak iz mirnodopske organizacije i stanja na ratnu organizaciju, uslove rada i naređeno stanje pripravnosti.

## Termin
Riječ mobilizacija se u vojnom kontekstu prvi put pominje pri opisu priprema Pruske vojske između 1850. i 1860. Od tada su se teorije i tehnike mobilizacije stalno mijenjale. Prije Prvog i Drugog svjetskog rata neke zemlje su razvile složene planove kako bi provele brzu i učinkovitu mobilizaciju u slučaju rata. Suprotno značenje od riječi mobilizacija je demobilizacija.

## Opis
Mobilizacija je postala važna s primjenom obaveze služenja vojnog roka i uvođenjem željeznice u upotrebu tokom 19. vijeka. Mobilizacija je prvi put institucionalizovana masovnim novačenjem snaga u vrijeme Francuske revolucije, što je promijenilo osobine rata.
Brojne tehnološke i društvene promjene uslovile su primjenu bolje organizovanih načina okupljanja vojske. Značajnije inovacije su svakako telegraf, koji je omogućavao brzo prenošenje zapovijedi, željeznica koja je omogućavala brzu koncentraciju snaga, te obaveza služenja vojnog roka čime se osiguravala uvježbana pričuva raspoloživa u slučaju rata.

## Spoljašnje veze
- Smith, R. Elberton (1959). The army and economic mobilization. Архивирано из оригинала 24. 02. 2012. г. Приступљено 19. 05. 2017.
- „Švajcarska vlada o mobilizaciji” (PDF). Архивирано из оригинала (PDF) 23. 07. 2012. г. Приступљено 19. 05. 2017. (jezik: njemački)
- Procedura mobilizacije Austrijske federalne armije (jezik: njemački)
- Ekonomska mobilizacija od Drugog svjetskog rata (jezik: engleski)
- Mobilizacija i demobilizacija (jezik: engleski)